# フェドン・パパマイケル
フェドン・パパマイケル（Phedon Papamichael, 1962年 - ）は、ギリシャ・アテネ出身の映画撮影監督。

## 略歴
父親は映画美術監督であった。父親がジョン・カサヴェテス監督作品に参加するため、6歳の時に家族でアメリカに移住。その後、ミュンヘン大学で写真を学んだ。
2008年には初監督作品『From Within』を完成させた。

## 主な作品
- 最も危険な挑発　Body Chemistry (1990)
- ローラーボーイズ Prayer of the Rollerboys (1991)
- クール・ランニング Cool Runnings (1993)
- あなたが寝てる間に… While You Were Sleeping (1995)
- フェノミナン Phenomenon (1996)
- ミルドレッド Unhook the Stars (1996)
- マウス・ハント Mousehunt (1997)
- パッチ・アダムス トゥルー・ストーリー Patch Adams (1998)
- ミリオンダラー・ホテル The Million Dollar Hotel (2000)
- シビラの悪戯 27 Missing Kisses (2000)
- アメリカン・スウィートハート America's Sweethearts (2001)
- ムーンライト・マイル Moonlight Mile (2002)
- アイデンティティー Identity (2003)
- サイドウェイ Sideways (2004)
- ニコラス・ケイジのウェザーマン The Weather Man (2005)
- ウォーク・ザ・ライン/君につづく道 Walk the Line (2005)
- 幸せのちから The Pursuit of Happyness (2006)
- 素敵な人生のはじめ方 10 Items or Less (2006)
- 3時10分、決断のとき 3:10 to Yuma (2007)
- ブッシュ W. (2008)
- ナイト&デイ Knight and Day (2010)
- スーパー・チューズデー 〜正義を売った日〜 The Ides of March (2011)
- ファミリー・ツリー The Descendants (2011)
- 40歳からの家族ケーカク This Is 40 (2012)
- ネブラスカ ふたつの心をつなぐ旅 Nebraska (2013)
- ミケランジェロ・プロジェクト The Monuments Men (2014)
- スノーホワイト/氷の王国 The Huntsman: Winter's War (2016)
- ダウンサイズ Downsizing (2017)
- フォードvsフェラーリ Ford v Ferrari (2019)
- シカゴ7裁判 The Trial of the Chicago 7 (2020)
- インディ・ジョーンズと運命のダイヤル Indiana Jones and the Dial of Destiny (2023)
- 名もなき者/A COMPLETE UNKNOWN A Complete Unknown (2024)